# Österrikes Grand Prix 2023
Österrikes Grand Prix 2023, officiellt Formula 1 Rolex Großer Preis von Österreich 2023, var ett Formel 1-lopp som kördes den 2 juli 2023 på Red Bull Ring i Österrike. Det var det tionde loppet ingående i Formel 1-säsongen 2023 och kördes över 71 varv.

## Bakgrund

### Ställning i mästerskapet före loppet
| Pos. | Förare            | Poäng |
| ---- | ----------------- | ----- |
| 1    | Max Verstappen    | 195   |
| 2    | Sergio Pérez      | 126   |
| 3    | Fernando Alonso   | 117   |
| 4    | Lewis Hamilton    | 102   |
| 5    | Carlos Sainz, Jr. | 68    |

| Pos. | Konstruktör           | Poäng |
| ---- | --------------------- | ----- |
| 1    | Red Bull              | 321   |
| 2    | Mercedes              | 167   |
| 3    | Aston Martin-Mercedes | 154   |
| 4    | Ferrari               | 122   |
| 5    | Alpine-Renault        | 44    |

- Notering: Endast de fem bästa placeringarna i vardera mästerskap finns med på listorna.

### Deltagare
Förarna och teamen var desamma som säsongens anmälningslista utan ytterligare förare för tävlingen.

### Däckval
Däckleverantören Pirelli tog med sig däckblandningarna C3, C4 och C5 (betecknade hårda, medium respektive mjuka) för stallen att använda under tävlingshelgen.

## Träningspasset
Träningspasset ägde rum den 30 juni 2023 klockan 13:30 lokal tid (UTC+2). Det var endast ett träningspass under tävlingshelgen pga. det nya sprintformatet.

## Kvalet
Kvalet kördes klockan 17:00 lokal tid (UTC+2) fredagen den 30 juni 2023.
| Pos.                    | Nr. | Förare           | Konstruktör                | Kvaltider | Kvaltider | Kvaltider | Start- grid |
| Pos.                    | Nr. | Förare           | Konstruktör                | Q1        | Q2        | Q3        | Start- grid |
| ----------------------- | --- | ---------------- | -------------------------- | --------- | --------- | --------- | ----------- |
| 1                       | 1   | Max Verstappen   | Red Bull Racing-Honda RBPT | 1:05.116  | 1:04.951  | 1:04.391  | 1           |
| 2                       | 16  | Charles Leclerc  | Ferrari                    | 1:05.577  | 1:05.087  | 1:04.439  | 2           |
| 3                       | 55  | Carlos Sainz Jr. | Ferrari                    | 1:05.339  | 1:04.975  | 1:04.581  | 3           |
| 4                       | 4   | Lando Norris     | McLaren-Mercedes           | 1:05.617  | 1:05.038  | 1:04.658  | 4           |
| 5                       | 44  | Lewis Hamilton   | Mercedes                   | 1:05.673  | 1:05.188  | 1:04.819  | 5           |
| 6                       | 18  | Lance Stroll     | Aston Martin-Mercedes      | 1:05.710  | 1:05.121  | 1:04.893  | 6           |
| 7                       | 14  | Fernando Alonso  | Aston Martin-Mercedes      | 1:05.655  | 1:05.181  | 1:04.911  | 7           |
| 8                       | 27  | Nico Hülkenberg  | Haas-Ferrari               | 1:05.740  | 1:05.362  | 1:05.090  | 8           |
| 9                       | 10  | Pierre Gasly     | Alpine-Renault             | 1:05.515  | 1:05.308  | 1:05.170  | 9           |
| 10                      | 23  | Alexander Albon  | Williams-Mercedes          | 1:05.673  | 1:05.387  | 1:05.823  | 10          |
| 11                      | 63  | George Russell   | Mercedes                   | 1:05.686  | 1:05.428  | N/A       | 11          |
| 12                      | 31  | Esteban Ocon     | Alpine-Renault             | 1:05.729  | 1:05.453  | N/A       | 12          |
| 13                      | 81  | Oscar Piastri    | McLaren-Mercedes           | 1:05.683  | 1:05.605  | N/A       | 13          |
| 14                      | 77  | Valtteri Bottas  | Alfa Romeo-Ferrari         | 1:05.763  | 1:05.680  | N/A       | 14          |
| 15                      | 11  | Sergio Pérez     | Red Bull-Honda RBPT        | 1:05.177  | 2:06.688  | N/A       | 15          |
| 16                      | 22  | Yuki Tsunoda     | AlphaTauri-Honda RBPT      | 1:05.784  | N/A       | N/A       | 16          |
| 17                      | 24  | Zhou Guanyu      | Alfa Romeo-Ferrari         | 1:05.818  | N/A       | N/A       | 17          |
| 18                      | 2   | Logan Sargeant   | Williams-Mercedes          | 1:05.948  | N/A       | N/A       | 18          |
| 19                      | 20  | Kevin Magnussen  | Haas-Ferrari               | 1:05.971  | N/A       | N/A       | PL1         |
| 20                      | 21  | Nyck de Vries    | AlphaTauri-Honda RBPT      | 1:05.974  | N/A       | N/A       | PL1         |
| 107 %-gränsen: 1:09.674 |     |                  |                            |           |           |           |             |
| Källor:                 |     |                  |                            |           |           |           |             |